# كلير ماكنتاير
كلير ماكنتاير (بالإنجليزية: Clare McIntyre)‏ هي كاتِبة وكاتبة مسرحية وممثلة بريطانية، ولدت في 21 يوليو 1952 في هاروغيت في المملكة المتحدة، وتوفيت في 27 نوفمبر 2009.

## وصلات خارجية
- كلير ماكنتاير على موقع IMDb (الإنجليزية)